# Ansitz Mareit

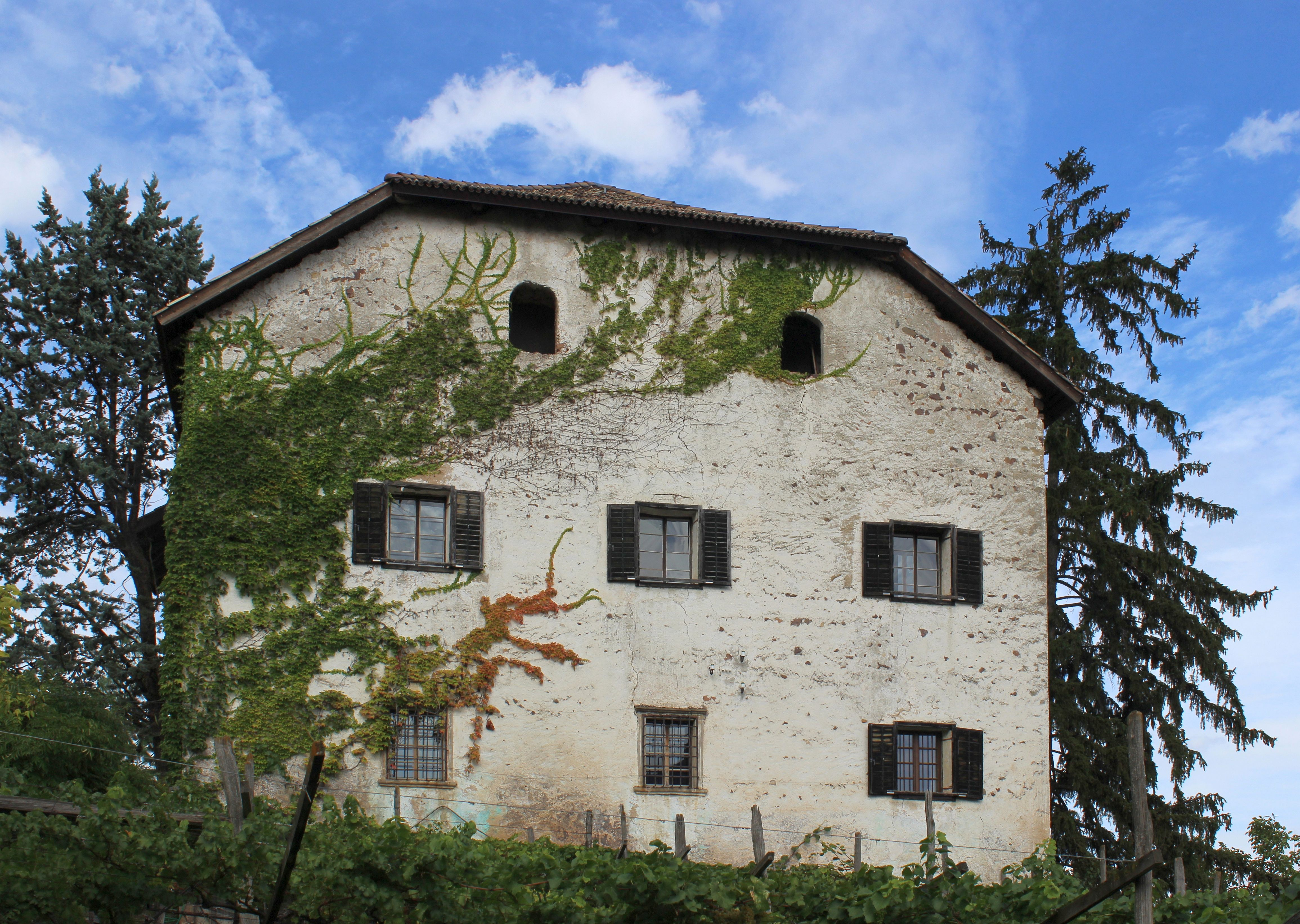
Ansitz Mareit

Der Ansitz Mareit ist ein alter Edelsitz in Berg in Fraktion der Gemeinde Eppan in Südtirol. Das baugeschichtlich bedeutende Denkmal besitzt einen spätromanischen Baukern und eine gotische Bohlenstube, die zu den ältesten des Alpenraums zählt. Zum Gebäudeensemble gehörten zwei angrenzende Wirtschaftsgebäude. 

## Geschichte
Bauforschungen ergaben, dass das heutige Anwesen in drei Bauphasen entstanden ist. Den Gebäudekern bildet ein mittelalterlicher Wohnturm, der auf das Ende des 13. bis Anfang des 14. Jahrhunderts zurückgeht. Die Mauern weisen drei vermauerte romanische Bogenfenster auf. Als Erbauer gelten die Eppaner Dienstmannen von Moreit, welche der Tiroler Landesfürst damit belehnte. Der kubische Kern wurde später vollständig überbaut. Dendrochronologische Untersuchungen eines Deckenbalkens über der gotischen Bohlenstube im ersten Obergeschoss ergaben ein Baumfälldatum im Winter 1341/42. Nach dem Aussterben der Mareit im 15. Jahrhundert, folgten als Lehensträger die Oberweinber, im 16. Jahrhundert die von Welsberg und 1549 die von Mörl. Anfang des 17. Jahrhunderts erhielt das Gebäude im Wesentlichen sein heutiges Aussehen im Stil der Renaissance mit Doppelbogenfenster, Walmdach und Anbau eines Nordtraktes, als Paul Franzin der Eigentümer war. Am 15. Mai 1618 sprach Erzherzog Leopold V. Paul und Eustach Franzin für Mareit die Adelsfreiheit zu. Schließlich erhob am 26. Juli 1630 Kaiser Ferdinand II. die Familie in den erblichen Reichsadelsstand. Seine Nachkommen, die Franzin von Zinnenberg zu Mareit und Campan blieben bis zum 18. Jahrhundert im Besitz von Mareit. Im 19. Jahrhundert fiel das Anwesen mit der Hausnummer 194 der ehemaligen Gemeinde St. Pauls in bäuerlichen Besitz. Der Bauer Mathias Werner erbte ihn Anfang des 20. Jahrhunderts von seinem Paten Mathias Meraner. Seit dem 26. Februar 1952 steht der Ansitz Mareit unter Denkmalschutz.

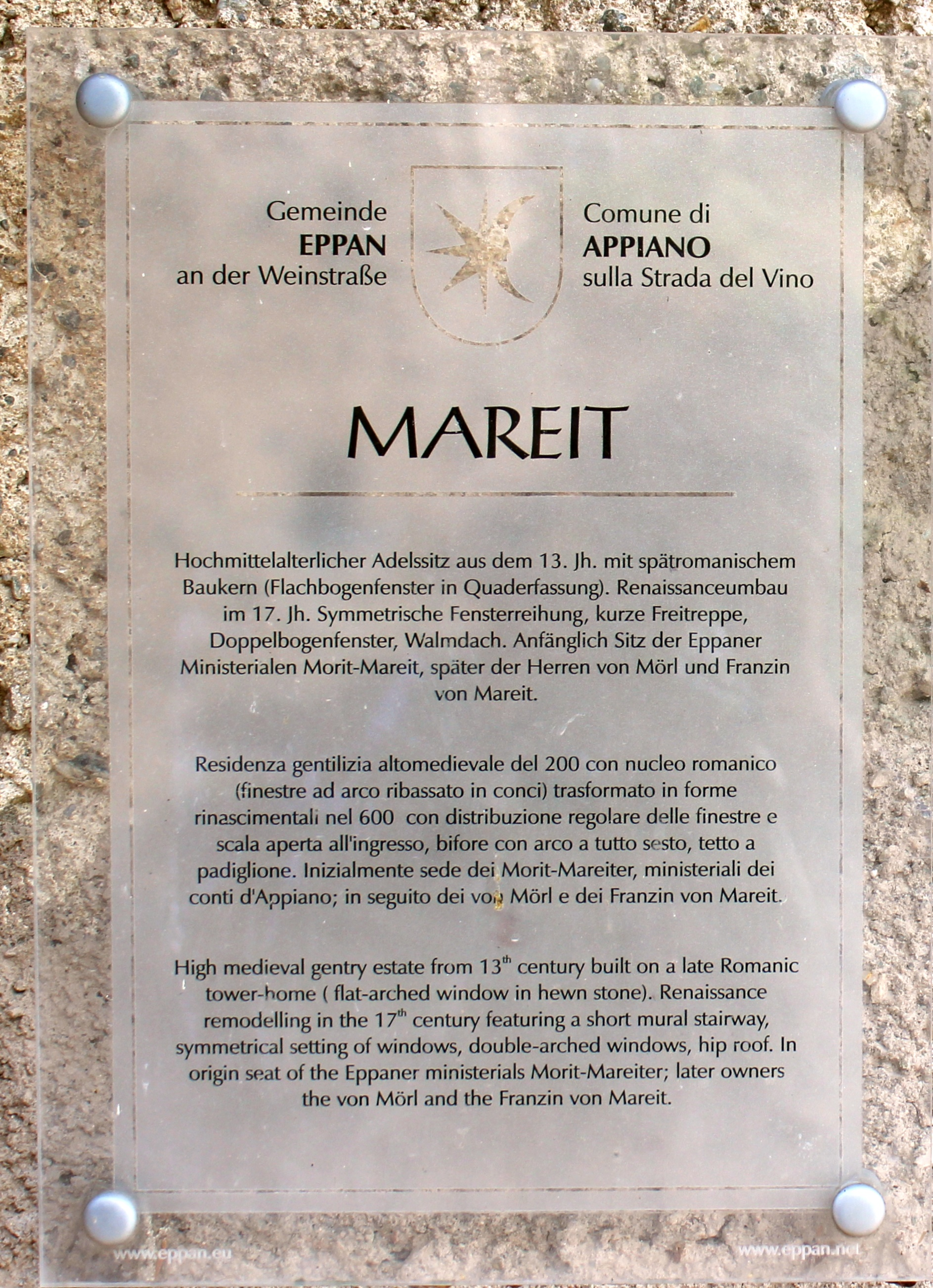
Infotafel